# Сельское поселение «Село Любунь»
Се́льское поселе́ние «Село Любунь» — муниципальное образование в Спас-Деменском районе Калужской области Российской Федерации.
Административный центр — село Любунь.

## История
Статус и границы сельского поселения установлены Законом Калужской области от 4 октября 2004 года № 354-ОЗ «Об установлении границ муниципальных образований, расположенных на территории административно-территориальных единиц "Барятинский район", "Куйбышевский район", "Людиновский район", "Мещовский район", "Спас-Деменский район", "Ульяновский район" и наделении их статусом городского поселения, сельского поселения, муниципального района».

## Население
| 2007 | 2010 | 2012 | 2013 | 2014 | 2015 | 2016 |
| ---- | ---- | ---- | ---- | ---- | ---- | ---- |
| 263  | ↘247 | ↘232 | ↘231 | ↘225 | ↘213 | ↗214 |
| 2017 | 2018 | 2019 | 2020 | 2021 |      |      |
| ↗225 | ↘221 | ↗223 | ↘208 | ↘177 |      |      |

## Состав сельского поселения
| № | Населённый пункт | Тип населённого пункта       | Население |
| - | ---------------- | ---------------------------- | --------- |
| 1 | Ивановка         | деревня                      | ↗13       |
| 2 | Кисели           | деревня                      | ↘10       |
| 3 | Любунь           | село, административный центр | ↘187      |
| 4 | Михайловский     | хутор                        | →0        |
| 5 | Никольское       | деревня                      | ↘2        |
| 6 | Синьгаево        | деревня                      | →0        |
| 7 | Скоробы          | хутор                        | →0        |
| 8 | Суборовка        | деревня                      | →35       |
| 9 | Яблоново         | деревня                      | →0        |